# Pimen (Enew)
Pimen imię świeckie: Dejan Nedelczew Enew, bułg. Деян Неделчев Енев (ur. 22 czerwca 1906 w Czirpanie, zm. 10 kwietnia 1999 w Sofii) – duchowny Bułgarskiego Kościoła Prawosławnego, metropolita newrokopski, pierwszy zwierzchnik rozłamowego Bułgarskiego Kościoła Prawosławnego.

## Życiorys
W latach 1920–1926 kształcił się w seminarium duchownym w Płowdiwie, a następnie studiował na Wydziale Teologicznym Uniwersytetu im. św. Klemensa Ochrydzkiego w Sofii. Studia ukończył w 1930.
W latach 1930–1934 pełnił funkcję sekretarza metropolity starozagorskiego. 1 lipca 1933 wstąpił do stanu zakonnego w klasztorze św. Dymitra w Starej Zagorze. Wtedy też przyjął z rąk metropolity starozagorskiego Pawła imię zakonne Pimen. Następnego dnia otrzymał godność hierodiakona, zaś w 1934 hieromnicha. W latach 1937–1938 pracował jako sekretarz w monastyrze rylskim.
14 stycznia 1938 decyzją Świętego Synodu otrzymał godność archimandryty i został wybrany igumenem klasztoru baczkowskiego. Funkcję tę sprawował do 1947. 1 maja 1947 objął stanowisko kierownika wydziału ekonomicznego Świętego Synodu. 21 grudnia 1947 w cerkwi Św. Aleksandra Newskiego został wyświęcony na biskupa, od stycznia 1948 biskup pomocniczy w diecezji stołecznej. 4 stycznia 1953 intronizowany do godności metropolity newrokopskiego (z siedzibą w Błagojewgradzie). Funkcję tę sprawował do maja 1992.
18 maja 1992 należał do grupy sześciu metropolitów (spośród ogólnej liczby trzynastu), którzy wypowiedzieli posłuszeństwo patriarsze Maksymowi, rozpoczynając schizmę w kościele bułgarskim. 1 lipca 1996 w cerkwi św. Paraskewy w Sofii został ogłoszony pierwszym patriarchą synodu alternatywnego.
Autor dzieł o tematyce pastoralnej i hagiograficznej. 
Zmarł 10 kwietnia 1999 r. w Sofii. Został pochowany obok „Soboru Wprowadzenia do Matki Bożej” w Błagojewgradzie.

## Dzieła
- 1981: Света Богородица - живот и прослава
- Неофит Рилски
- За Библията